# 박혜경 (1974년)
박혜경(朴慧京, 1974년 10월 12일 ~ )은 대한민국의 가수이다. 1995년 MBC 강변가요제에 입상한 것을 시작으로, 1997년 음악 그룹 더더의 보컬로서 정식 데뷔하였다. 2집까지 더더의 멤버로 활동하다가, 1999년 첫 솔로 앨범을 발매하며 솔로로 전향하였다.

## 경력

### 더더시절
박혜경은 1997년 음악가 김영준과 결성한 음악 그룹 더더의 보컬로 데뷔하였다. 1997년 말 삼성영상사업단(삼성뮤직)을 통해 발매된 더더 1집 《The More The Better》의 수록곡인 〈Delight〉, 〈내게 다시〉 등이 인기를 끌었다. 특히 〈내게 다시〉는 김규리와 유지태가 출연한 포카리 스웨트 광고에도 쓰이면서 이후 박혜경이 부른 많은 노래가 광고 음악으로 사용되었다. 방송 출연의 기회가 없던 더더는 박혜경이 KBS의 토크 쇼인 《서세원쇼 - 토크박스》에 출연하며 주목받은 것을 계기로, 같은 방송국의 음악 프로그램 《이소라의 프로포즈》에 출연하면서 방송 무대에 데뷔하였다. 한편 더더는 리더이자 기타리스트, 송라이터인 김영준과 보컬인 박혜경 두 사람으로 이루어진 그룹이었으나, 보컬을 맡은 박혜경이 더 많은 주목을 받았다. 박혜경의 목소리는 아일랜드의 록 밴드인 크랜베리스의 돌로레스 오리어던에 비교되기도 했다.
더더의 2집 《The one & The other》는 1998년 11월 발매되었다. 이 앨범의 타이틀곡이자 히트곡 〈It's You〉는 가수이자 작곡가 강현민이 썼는데, 이후 박혜경이 솔로로 독립했을 때도 같이 작업하여 많은 히트곡을 냈다. 이후 박혜경은 그를 두고 “콘서트에서 20곡을 하면 18곡이 강현민 씨의 노래일 정도다. 제겐 ‘음악의 아빠’ 같은 존재”라고 표현하였다. 2집을 끝으로 박혜경은 솔로로 독립하였다.

### 솔로 활동 이후
박혜경은 1999년 말 첫 솔로 앨범인 +01을 발매하며 솔로로 활동을 시작하였다. 이 앨범은 강현민, 심현보 등이 곡을 썼다. 박혜경은 더더 시절 작사에 일부 참여한 바 있는데, 솔로 1집부터는 작사뿐 아니라 작곡에도 참여하였다. 그녀의 1집은 대표곡 〈고백〉과 후속곡 〈주문을 걸어〉가 큰 인기를 끌었다. 1집의 성공으로 솔로 가수로 홀로서기에 성공한 박혜경은 2000년 말 2집 O2를 발표하였다. 대표곡은 팬클럽 회원들과 소속사 직원들의 투표로 결정된 〈하루〉였다. 박혜경은 더더 시절부터 매년 겨울 새 앨범을 발표해 왔는데, 3집 feel me는 해를 넘겨 연초인 2002년 2월에 발매되었다. 이 앨범에서는 이전의 맑고 고운 음색에서 벗어나 다소 우울한 음색을 선보였다. 3집은 강현민과 2집에도 참여했던 이재학 등이 곡을 썼다. 수록곡 중 〈Rain〉, 〈빨간 운동화〉로 활동해 인기를 끌었다.
박혜경은 2002년 10월 열린 일본 도쿄에서의 미니콘서트를 계기로 일본 기획사인 플랫비 엔터테인먼트와 전속계약을 맺었다. 2003년 6월에는 4집 앨범 Seraphim을 발표했다. 대표곡은 〈안녕〉이었다. 박혜경은 2004년 2월 튜브 엔터테인먼트와 전속계약을 맺었다. 같은 해 3월에는 첫 라이브 앨범 festival을 발매했다. 이후 일본으로 유학을 떠났던 그녀는 2005년 1월 5집 5 5/5를 발매하며 활동을 재개했다. 그러나 5집 발매 후 소속사인 튜브 엔터테인먼트와 소송에 휘말려, 승소하기까지 1년 여간 제대로 활동을 하지 못했다. 한편 박혜경은 2006년 1월 첫 싱글 앨범 미소를 발표했고, 같은 해 3월에는 6집 아마란스를 발표했다. 6집의 대표곡은 〈Yesterday〉였다.
이후 박혜경은 2007년 5월 배우인 동생 박소연과 함께 ‘싸이코 엔젤’(Psycho Angel)이라는 이름으로 사월과 오월의 〈장미〉를 리메이크한 디지털 싱글 앨범 장미를 발표했다. 이듬해인 2008년 3월에는 첫 리메이크 앨범인 여자가 사랑할때를 발표했다. 2009년 3월에는 디지털 싱글 나 매력없니..를 발표했고, 같은 해 8월에는 정규 7집 my favorite을 발매했다.

## 음반
| 더더 시절 - 1997년 1집 The More The Better - 1998년 2집 The one & The other 정규 앨범 - 1999년 1집 +01 - 2000년 2집 O2 - 2002년 2월 21일 3집 feel me - 2003년 4집 Seraphim - 2006년 5집 5 5/5 - 2007년 6집 아마란스 - 2010년 7집 my favorite 싱글 앨범 - 2006년 미소 디지털 싱글 앨범 - 2007년 장미 - 2009년 나 매력없니.. - 2009년 Time After Time - 2010년 새 남자친구 - 2011년 Hello 허니 - 2011년 Something Special | 기타 - 2004년 festival (PARK HYE KYOUNG BEST in LIVE) - 2006년 뭉게구름 (한국수력원자력 광고음악) - 2008년 여자가 사랑할때 (리메이크 앨범) - 2008년 여자가 사랑할때 (리패키지) - 2008년 여자가 사랑할때+ (리패키지) - 2013년 Song Bird (스페셜 앨범) - 2013년 Happiness Rewind (리메이크 앨범) 참여 - 1995년 기다림, 약속, 그리고... (《'95 MBC 강변가요제》 중) - 2001년 이런 난 걸요 (강현민 1집 《She》 중) - 2003년 꽃신 속의 바다 (《LEE JUNG SUN FOREVER》 중) - 2004년 그녀를 믿지 마세요 (《그녀를 믿지 마세요 OST》 중) - 2004년 함께해요 (허니패밀리 3집 《SLOW JAM》 중. Feat) - 2005년 사랑할거야 (《제니, 주노 OST》 중) - 2005년 바보 (《원더풀 라이프 OST》 중) - 2005년 카누를 타고 파라다이스에 갈 때 (《WE 3》 중) - 2007년 Sweet Lover (《달자의 봄 OST》 중) - 2007년 깊은 밤을 날아서 (《우리, 사랑하는 동안...》 그 두 번째 이야기 중) - 2007년 Delete (《위대한 캣츠비 OST》 중) - 2007년 Christmas is Calling (《All Star Christmas》 중) - 2008년 난 너에게 (마리오의 《난 너에게》 중. Feat) - 2008년 눈물 속에 태워버린 너 (《Time After Time》 중) - 2009년 Magic (《Audition OST》 중) - 2010년 Suddenly (조규찬 9집 《9》 중. Feat) - 2011년 라라, 소년을 만나다 - 2011년 Loving You (《심야병원 OST》 Part 2) |

## 연기 활동

### 뮤지컬†
- 2005년 뮤지컬 《마리아 마리아》 - 마리아 역
- 2006년 뮤지컬 《그리스》 - 리조 역

†박혜경이 가수 데뷔 후 출연한 뮤지컬 목록이다.

### 영화
- 2003년 《별》 - 특별출연

## 방송
- 2002년 KBS2 TV는 사랑을 싣고 게스트
- 2018년  MBC 미스터리 음악쇼 복면가왕 여자의 변신은 무죄 요술공주 밍키 (참가자)
- 2020년 KBS2 TV는 사랑을 싣고 게스트

## 수상
- 1995년 강변가요제 입상
- 2015년 제14회 화정 어워드 글로벌 뮤직 어워드 글로벌 베스트 인기 여가수상